# Pradières
Pradières ist eine französische Gemeinde mit 124 Einwohnern (Stand: 1. Januar 2022) im Département Ariège in der Region Okzitanien. Sie gehört zum Arrondissement Foix und ist Mitglied im Gemeindeverband L’Agglo Foix-Varilhes. Die Einwohner werden Pradiérois und Pradiéroises genannt.

## Geografie

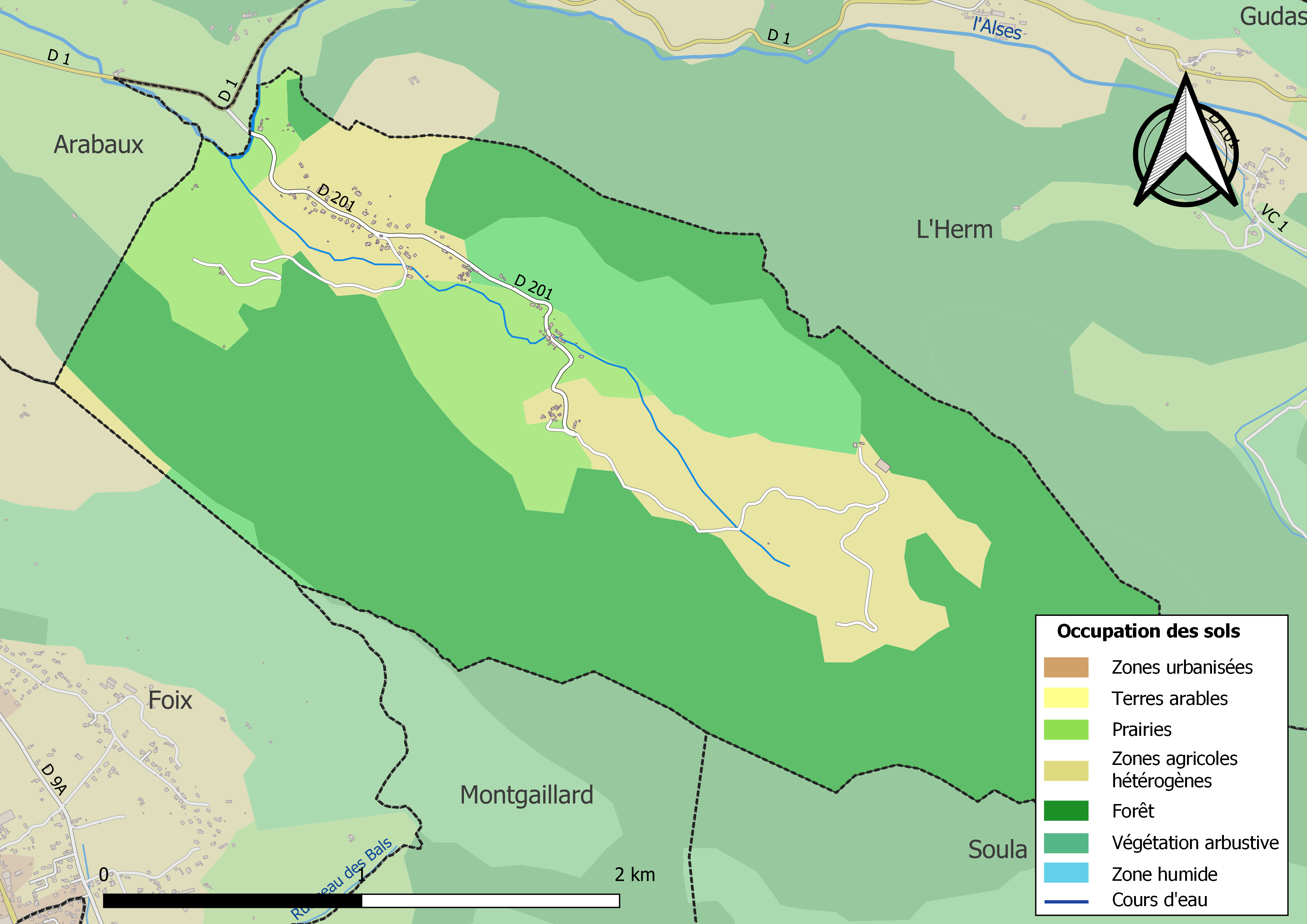
Bodennutzung, Hydrografie und Infrastruktur der Gemeinde

Die Gemeinde ist historisch und kulturell Teil des Pays de Foix und liegt etwa vier Kilometer östlich von Foix sowie etwa 73 Kilometer südsüdöstlich von Toulouse am Fuß des Plantaurel-Massivs. Pradières befindet sich im Einzugsgebiet der Garonne und wird vom Flüsschen Alses an der nordöstlichen Gemeindegrenze und einem kleinen Zufluss entwässert. Das Gemeindegebiet ist Teil des Natura 2000-Schutzgebiets „pechs de Foix, Soula et Roquefixade, grotte de l’Herm“ und von zwei ZNIEFF-Naturgebieten. 70 % der Fläche der Gemeinde sind bewaldet, knapp 30 % werden landwirtschaftlich genutzt oder sind Grünland.
Pradières grenzt im Nordwesten an Arabaux, im Nordosten an L’Herm, im Südosten an Soula, im Süden an Montgailhard und im Südwesten an Foix.

## Bevölkerungsentwicklung

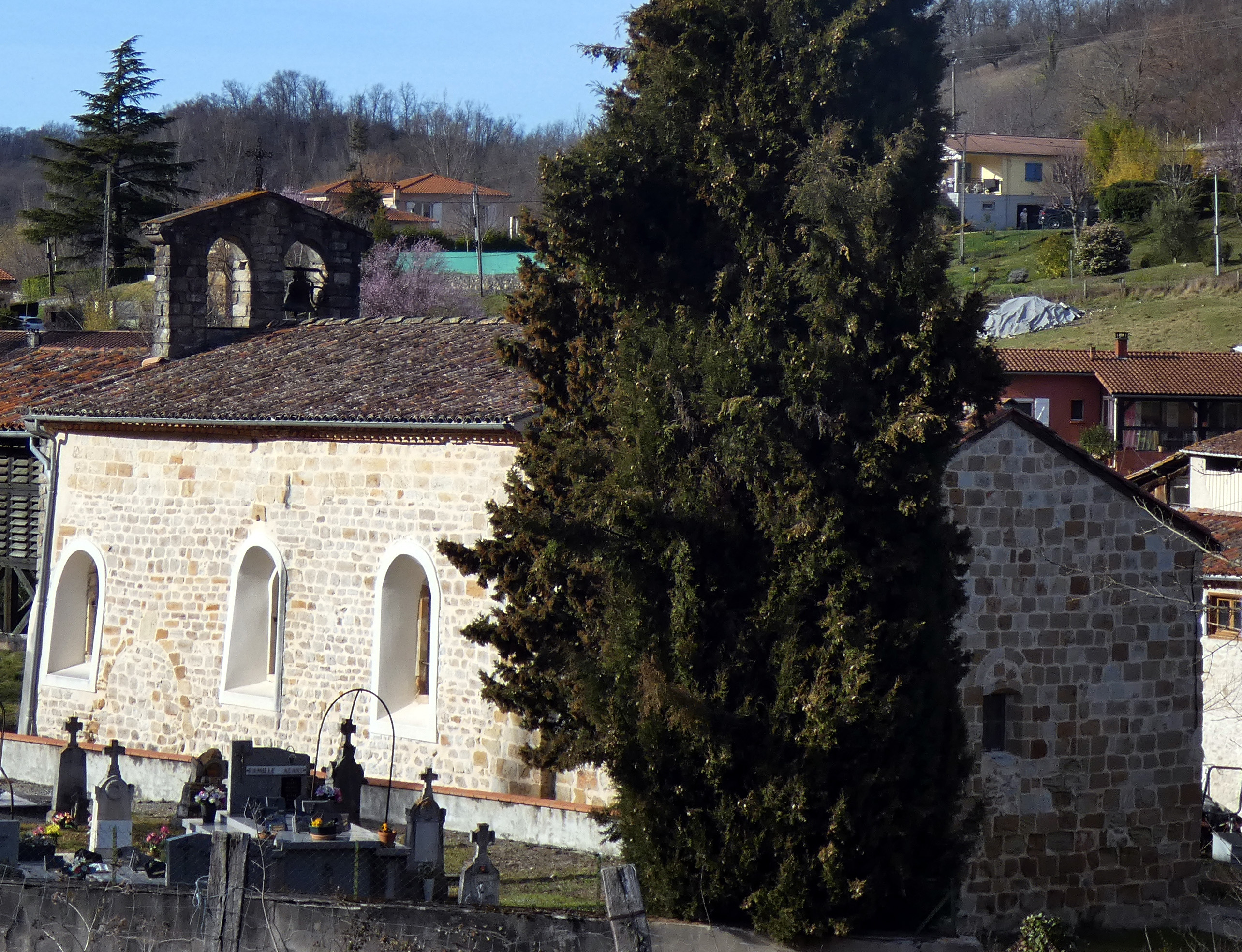
Kirche Saint-Pierre

| Pradières: Einwohnerzahlen von 1793 bis 2020                                                                               | Pradières: Einwohnerzahlen von 1793 bis 2020 | Pradières: Einwohnerzahlen von 1793 bis 2020 | Pradières: Einwohnerzahlen von 1793 bis 2020 | Pradières: Einwohnerzahlen von 1793 bis 2020 |
| --- | -------------------------------------------- | -------------------------------------------- | -------------------------------------------- | -------------------------------------------- |
| Jahr |                                              |                                              |                                              | Einwohner                                    |
| 1793 | 1793                                         |                                              | 285                                          | 285                                          |
| 1800 | 1800                                         |                                              | 242                                          | 242                                          |
| 1806 | 1806                                         |                                              | 319                                          | 319                                          |
| 1821 | 1821                                         |                                              | 308                                          | 308                                          |
| 1831 | 1831                                         |                                              | 357                                          | 357                                          |
| 1836 | 1836                                         |                                              | 348                                          | 348                                          |
| 1841 | 1841                                         |                                              | 351                                          | 351                                          |
| 1846 | 1846                                         |                                              | 337                                          | 337                                          |
| 1851 | 1851                                         |                                              | 341                                          | 341                                          |
| 1856 | 1856                                         |                                              | 293                                          | 293                                          |
| 1861 | 1861                                         |                                              | 273                                          | 273                                          |
| 1866 | 1866                                         |                                              | 286                                          | 286                                          |
| 1872 | 1872                                         |                                              | 287                                          | 287                                          |
| 1876 | 1876                                         |                                              | 300                                          | 300                                          |
| 1881 | 1881                                         |                                              | 267                                          | 267                                          |
| 1886 | 1886                                         |                                              | 225                                          | 225                                          |
| 1891 | 1891                                         |                                              | 213                                          | 213                                          |
| 1896 | 1896                                         |                                              | 184                                          | 184                                          |
| 1901 | 1901                                         |                                              | 164                                          | 164                                          |
| 1906 | 1906                                         |                                              | 146                                          | 146                                          |
| 1911 | 1911                                         |                                              | 139                                          | 139                                          |
| 1921 | 1921                                         |                                              | 115                                          | 115                                          |
| 1926 | 1926                                         |                                              | 103                                          | 103                                          |
| 1931 | 1931                                         |                                              | 83                                           | 83                                           |
| 1936 | 1936                                         |                                              | 82                                           | 82                                           |
| 1946 | 1946                                         |                                              | 84                                           | 84                                           |
| 1954 | 1954                                         |                                              | 70                                           | 70                                           |
| 1962 | 1962                                         |                                              | 64                                           | 64                                           |
| 1968 | 1968                                         |                                              | 52                                           | 52                                           |
| 1975 | 1975                                         |                                              | 62                                           | 62                                           |
| 1982 | 1982                                         |                                              | 102                                          | 102                                          |
| 1990 | 1990                                         |                                              | 103                                          | 103                                          |
| 1999 | 1999                                         |                                              | 107                                          | 107                                          |
| 2006 | 2006                                         |                                              | 108                                          | 108                                          |
| 2013 | 2013                                         |                                              | 115                                          | 115                                          |
| 2020 | 2020                                         |                                              | 121                                          | 121                                          |
| Quelle(n): EHESS/Cassini bis 1999, INSEE ab 2006 Anmerkung(en): Ab 1962 offizielle Zahlen ohne Einwohner mit Zweitwohnsitz |                                              |                                              |                                              |                                              |

## Sehenswürdigkeiten
- Kirche Saint-Pierre